# Unterseeboot 485
L'Unterseeboot 485 ou U-485 est un sous-marin allemand (U-Boot) de type VIIC utilisé par la Kriegsmarine pendant la Seconde Guerre mondiale.
Le sous-marin est commandé le 5 juin 1941 à Kiel (Deutsche Werke), sa quille posée le 3 mai 1943, il est lancé le 15 janvier 1944 et mis en service le 23 février 1944, sous le commandement du Kapitänleutnant Friedrich Lutz.
L'U-485 n'a ni endommagé ni coulé de navire au cours des trois patrouilles (121 jours en mer) qu'il effectua.
Il se rend aux forces alliées à Gibraltar, le 12 mai 1945 et est sabordé par les Alliés en décembre 1945.

## Conception
Unterseeboot type VII, l'U-485 avait un déplacement de 769 tonnes en surface et 871 tonnes en plongée. Il avait une longueur totale de 67,10 m, un maître-bau de 6,20 m, une hauteur de 9,60 m et un tirant d'eau de 4,74 m. Le sous-marin était propulsé par deux hélices de 1,23 m, deux moteurs diesel Germaniawerft M6V 40/46 de 6 cylindres en ligne de 1 400 cv à 470 tr/min, produisant un total de 2 060 à 2 350 kW en surface et de deux moteurs électriques Siemens-Schuckert GU 343/38-8 de 375 cv à 295 tr/min, produisant un total 550 kW, en plongée. Le sous-marin avait une vitesse en surface de 17,7 nœuds (32,8 km/h) et une vitesse de 7,6 nœuds (14,1 km/h) en plongée. Immergé, il avait un rayon d'action de 80 milles marins (150 km) à 4 nœuds (7,4 km/h; 4,6 milles par heure) et pouvait atteindre une profondeur de 230 m. En surface son rayon d'action était de 8 500 milles nautiques (soit 15 700 km) à 10 nœuds (19 km/h).
L'U-485 était équipé de cinq tubes lance-torpilles de 53,3 cm (quatre montés à l'avant et un à l'arrière) qui contenait quatorze torpilles. Il était équipé d'un canon de 8,8 cm SK C/35 (220 coups) et d'un canon antiaérien de 20 mm Flak. Il pouvait transporter 26 mines TMA ou 39 mines TMB. Son équipage comprenait 4 officiers et 40 à 56 sous-mariniers.

## Historique
Il reçut sa formation de base au sein de la 5. Unterseebootsflottille jusqu'au 31 octobre 1944, puis il intégra sa formation de combat avec la 11. Unterseebootsflottille.
Sa première patrouille est précédée de courts trajets de Kiel à Horten et d'Horten à Bergen. Elle commence le 29 novembre 1944. Il navigue à l'ouest des Îles Shetland le 4 décembre et à l'ouest de l'Irlande vers le 14 décembre. Le 21 décembre 1944, il entre dans la Manche et atteint les Îles Anglo-Normandes. Il va jusqu'au sud de Brighton, qu'il atteint le 5 janvier 1945. Il rentre à la base en passant par les Îles Scilly, le 30 janvier 1945 après 63 jours en mer, sans aucun succès.
Le sous-marin accoste à Trondheim le 3 février, d'où il entame sa seconde patrouille le 25 mars 1945. Son parcours l'amena entre l'Islande et les Îles Féroé. Il rentre à La Rochelle (La Pallice), le 24 avril, après 31 jours en mer.

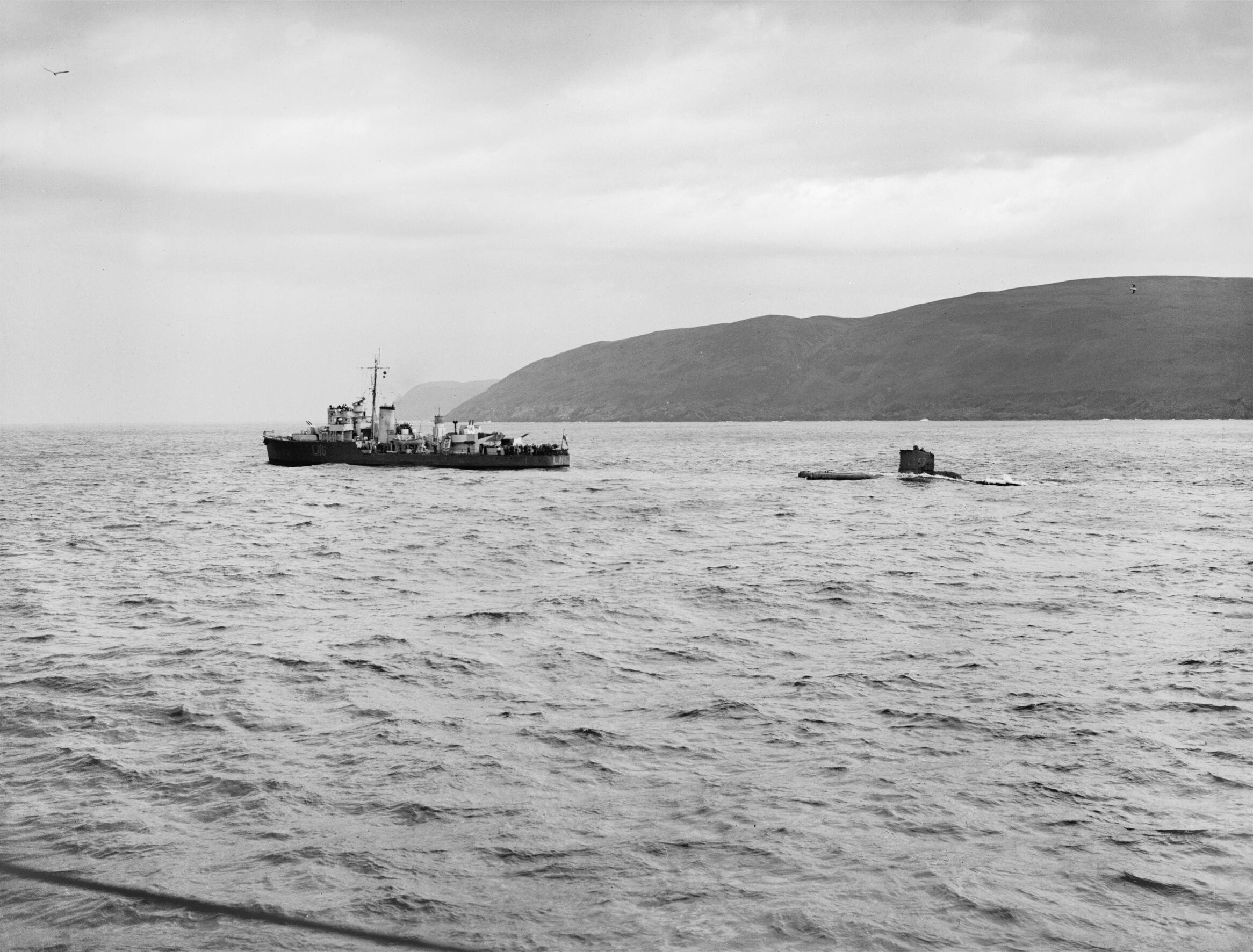
U-Boot 2335 de type XXIII remorqué pour être sabordé lors de l'Opération Deadlight

Le 29 avril 1945, l'U-485 quitte La Pallice pour Gibraltar, qu'il atteint le 14 mai 1945, six jours après la capitulation de l'Allemagne. Il est convoyé à Loch Ryan, en Écosse, en vue de l'opération alliée de destruction massive d'U-Boote. Il est torpillé par le sous-marin HMS Tantivy le 8 décembre 1945, au nord de l'Irlande à la position 56° 10′ N, 10° 05′ O.

## Affectations
- 5. Unterseebootsflottille du 23 février 1944 au 31 octobre 1944 (Période de formation).
- 11. Unterseebootsflottille du 1er novembre 1944 au 8 mai 1945 (Unité combattante).

## Commandement
- Kapitänleutnant Friedrich Lutz du 23 février 1944 au 12 mai 1945.

## Patrouilles
|       | Commandant            | Départ           | Départ     | Arrivée          | Arrivée    | Jours     | Succès |
| ----- | --------------------- | ---------------- | ---------- | ---------------- | ---------- | --------- | ------ |
|       | Friedrich Lutz        | 6 novembre 1944  | Kiel       | 9 novembre 1944  | Horten     | 4 jours   |        |
|       | Friedrich Lutz        | 25 novembre 1944 | Horten     | 28 novembre 1944 | Bergen     | 4 jours   |        |
| 1     | Friedrich Lutz        | 29 novembre 1944 | Bergen     | 30 janvier 1945  | Bergen     | 63 jours  |        |
|       | Friedrich Lutz        | 1er février 1945 | Bergen     | 3 février 1945   | Trondheim  | 3 jours   |        |
| 2     | Friedrich Lutz        | 25 mars 1945     | Trondheim  | 24 avril 1945    | La Pallice | 31 jours  |        |
| 3     | Kptlt. Friedrich Lutz | 29 avril 1945    | La Pallice | 14 avril 1945    | Gibraltar  | 16 jours  |        |
| Total | Total                 | Total            | Total      | Total            | Total      | 121 jours | 0 t    |

Note : Kptlt. = Kapitänleutnant